# پهارپور، خیبر پختونخوا
پهارپور (به انگلیسی: Paharpur) یک شهرک در پاکستان است که در ناحیه دیره اسماعیل خان واقع شده‌است.